# 209083 Rioja
209083 Rioja è un asteroide della fascia principale. Scoperto nel 2003, presenta un'orbita caratterizzata da un semiasse maggiore pari a 2,6894215 UA e da un'eccentricità di 0,0665761, inclinata di 6,13579° rispetto all'eclittica.
È dedicato al vino Rioja, prodotto nella omonima regione spagnola.